# Вороніна Параскевія Олексіївна
Параскевія Олексіївна Вороніна (нар. 7 жовтня 1918, тепер Російська Федерація — ?, місто Москва, Російська Федерація) — радянська діячка, 1-й секретар Бауманського районного комітету КПРС міста Москви, заступник голови виконавчого комітету Московської міської ради депутатів трудящих. Кандидат у члени ЦК КПРС у 1961—1971 роках. 

## Життєпис
У 1941 році закінчила Московський інститут інженерів зв'язку.
У 1941—1947 роках — на відповідальній комсомольській роботі в Москві. 
Член ВКП(б) з 1942 року.
З 1947 року — на партійній роботі в Москві.
У 1954 році закінчила заочно Вищу партійну школу при ЦК КПРС.
У 1955—1957 роках — секретар Красногвардєйського районного комітету КПРС міста Москви.
У 1957—1960 роках — секретар, 2-й секретар Бауманського районного комітету КПРС міста Москви.
У травні 1960 — грудні 1968 року — 1-й секретар Бауманського районного комітету КПРС міста Москви.
2 грудня 1968 — 3 лютого 1984 року — заступник голови виконавчого комітету Московської міської ради депутатів трудящих.
З лютого 1984 року — персональний пенсіонер у місті Москві. 

## Нагороди і звання
- орден Трудового Червоного Прапора (7.03.1960)
- орден Дружби народів (1980)
- медалі
- Почесна грамота Президії Верховної ради Російської РРФСР